# Рельсовозный состав

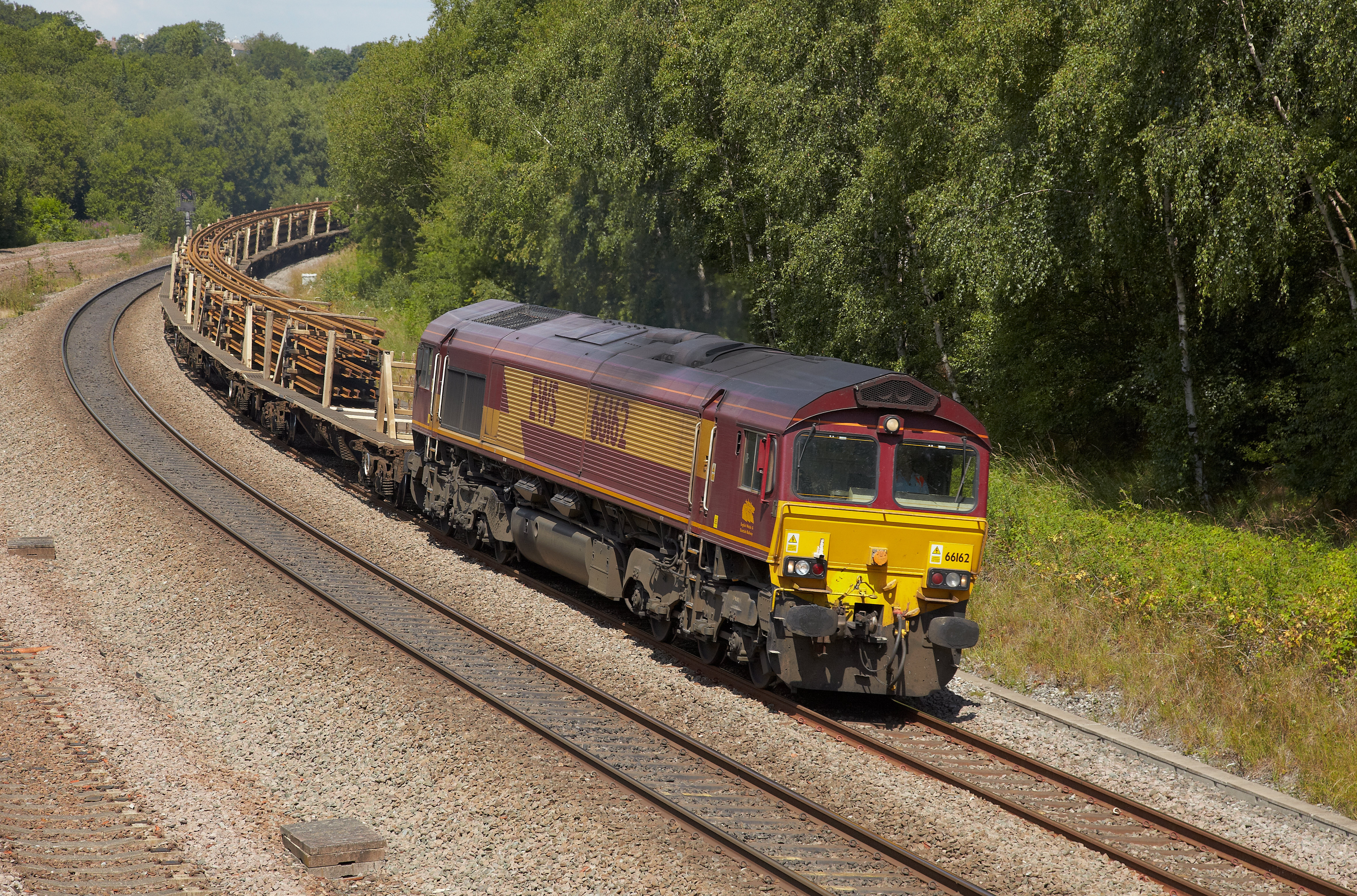
Рельсовозный состав в Великобритании

Рельсовозный состав — специальный поезд для транспортировки и разгрузки рельсовых плетей применяемый на железных дорогах при укладке и ремонте бесстыкового пути.

## Общая характеристика
В рельсовозный состав[какой?] входят 79 четырехосных платформ (передняя, 77 промежуточных и задняя), что позволяет перевозить одновременно 12 плетей длиной по 800 метров каждая. Все платформы оборудованы роликовыми опорами с ребордами. На передней платформе установлена лебёдка для подтягивания рельсовых плетей при погрузке и устройство, состоящее из траверс, стержней с проушинами и пружин амортизаторов, к которым крепятся концы плетей. На задней платформе находится будка для обслуживающего персонала, пол которой поднят над настилом платформы, что даёт возможность осуществлять погрузку и выгрузку рельсовых плетей. Погрузку плетей производят лебёдкой (методом толкания) или с помощью грузовой тали, перемещающейся по портальной раме. Выгрузка рельсовых плетей с рельсовозного состава на перегоне осуществляется методом вытягивания состава из-под плетей, концы которых тросами закрепляют за уложенный путь. Для предотвращения сбрасывания рельсовых плетей в конце выгрузки задняя платформа оборудована аппарелью, обеспечивающей плавную разгрузку плетей (без кручения и кантования рельсов).

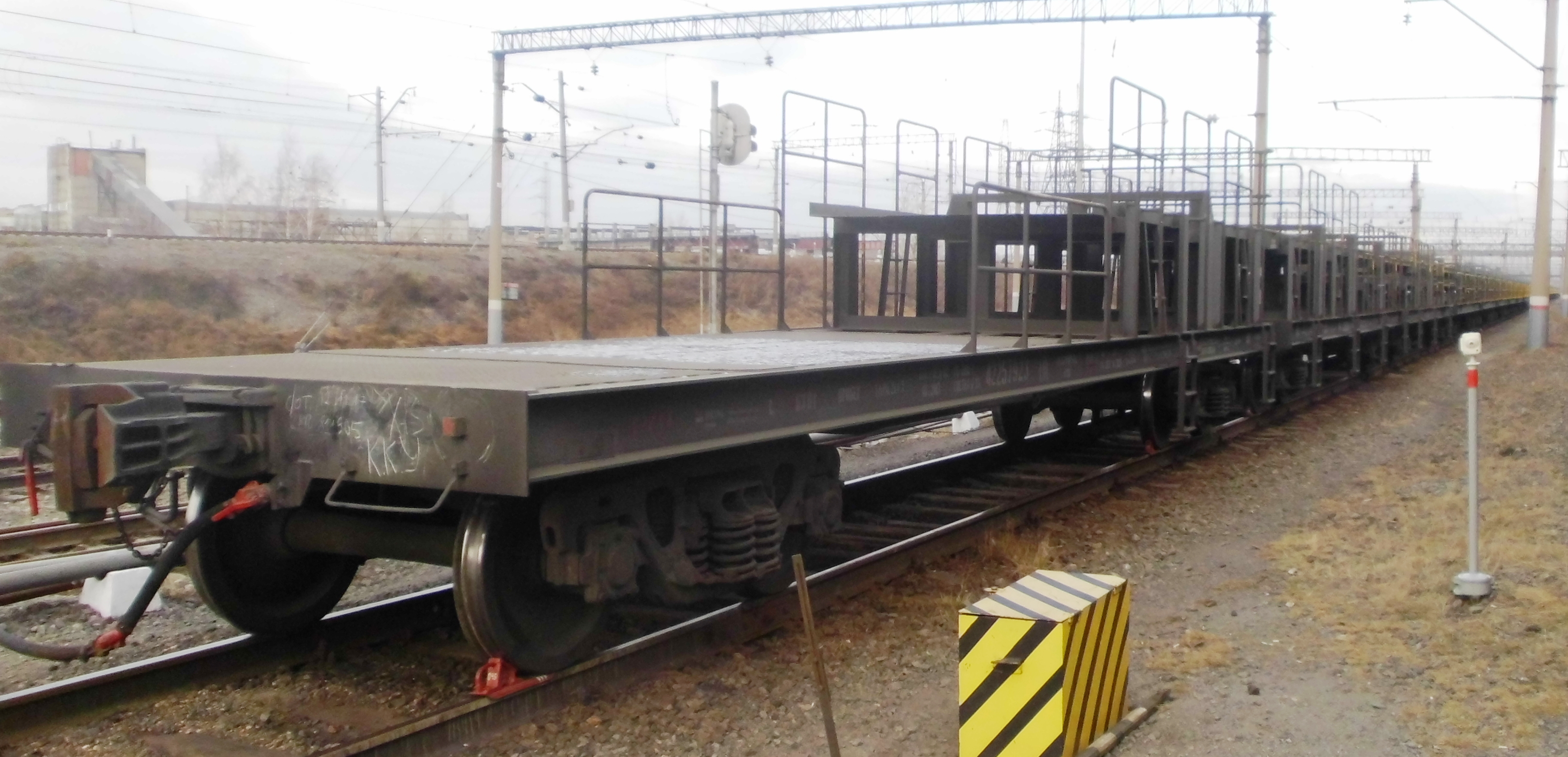
1-я платформа ПМ-820 рельсовозного состава РС-800/3
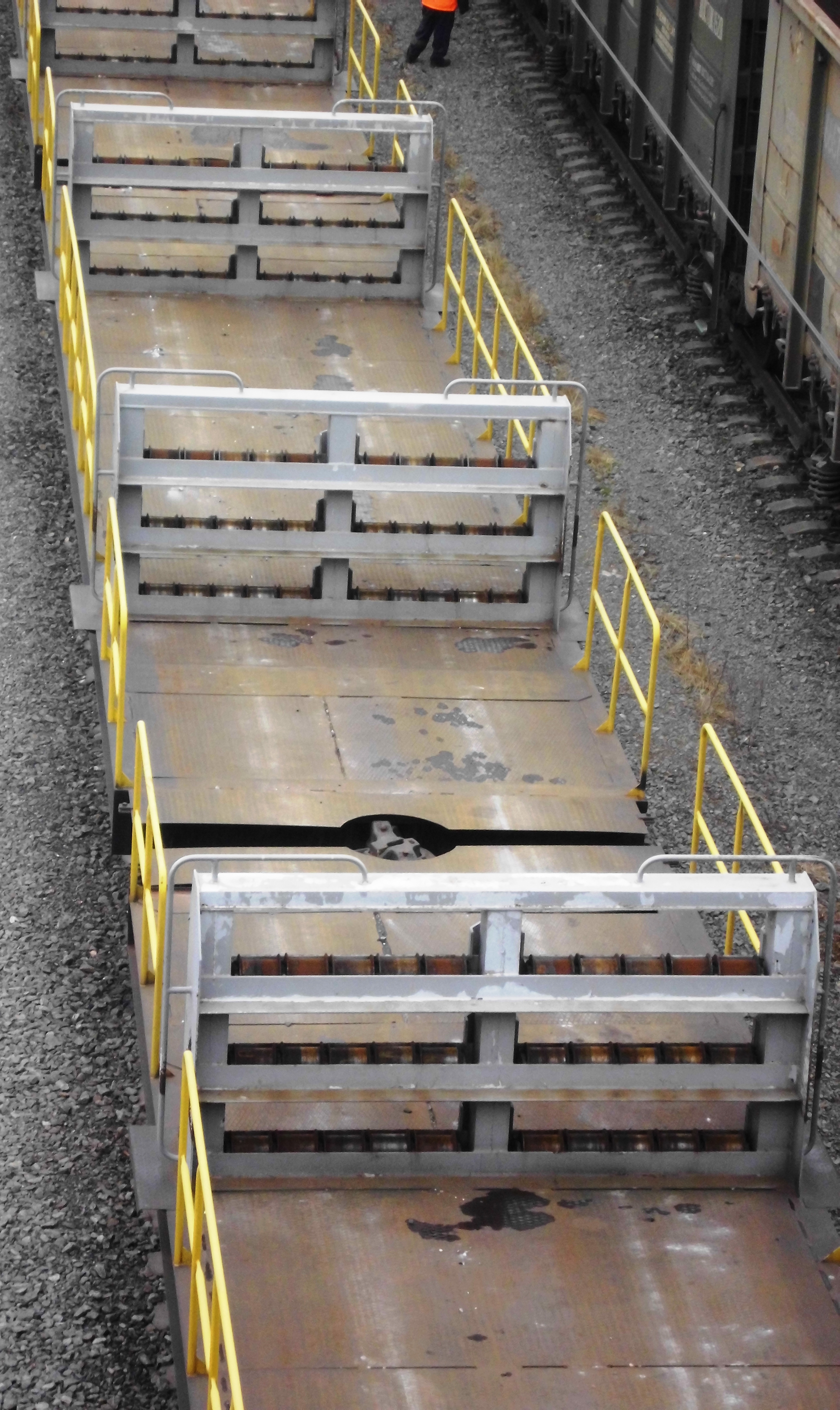
4-54 платформы ПМ-820 РС-800/3 оборудованы 2 стойками-направляющими для рельсовых плетей по 10 в 3 яруса
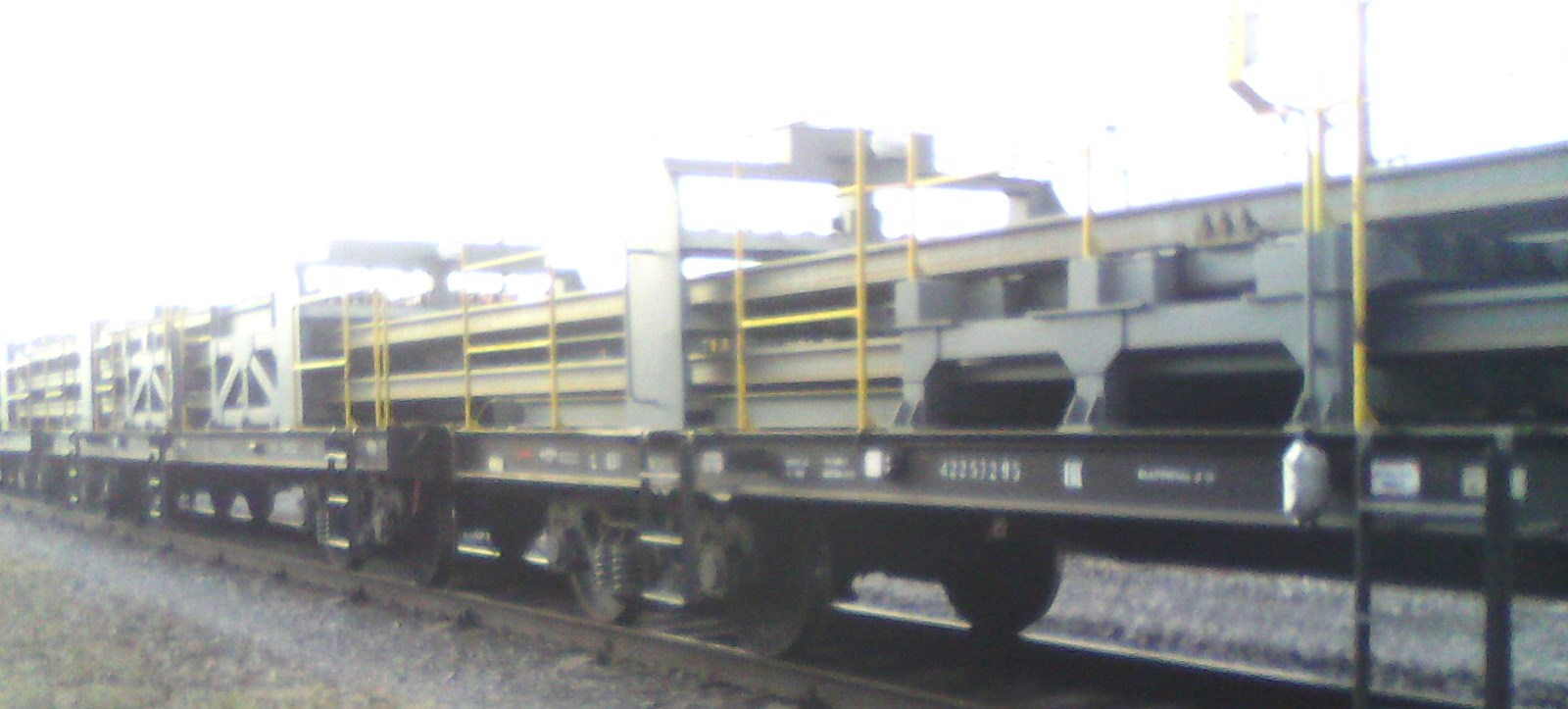
На 55-57 платформах ПМ-820 РС-800/3 закрепляются концы рельсовых плетей соответственно верхнего, среднего и нижнего ярусов
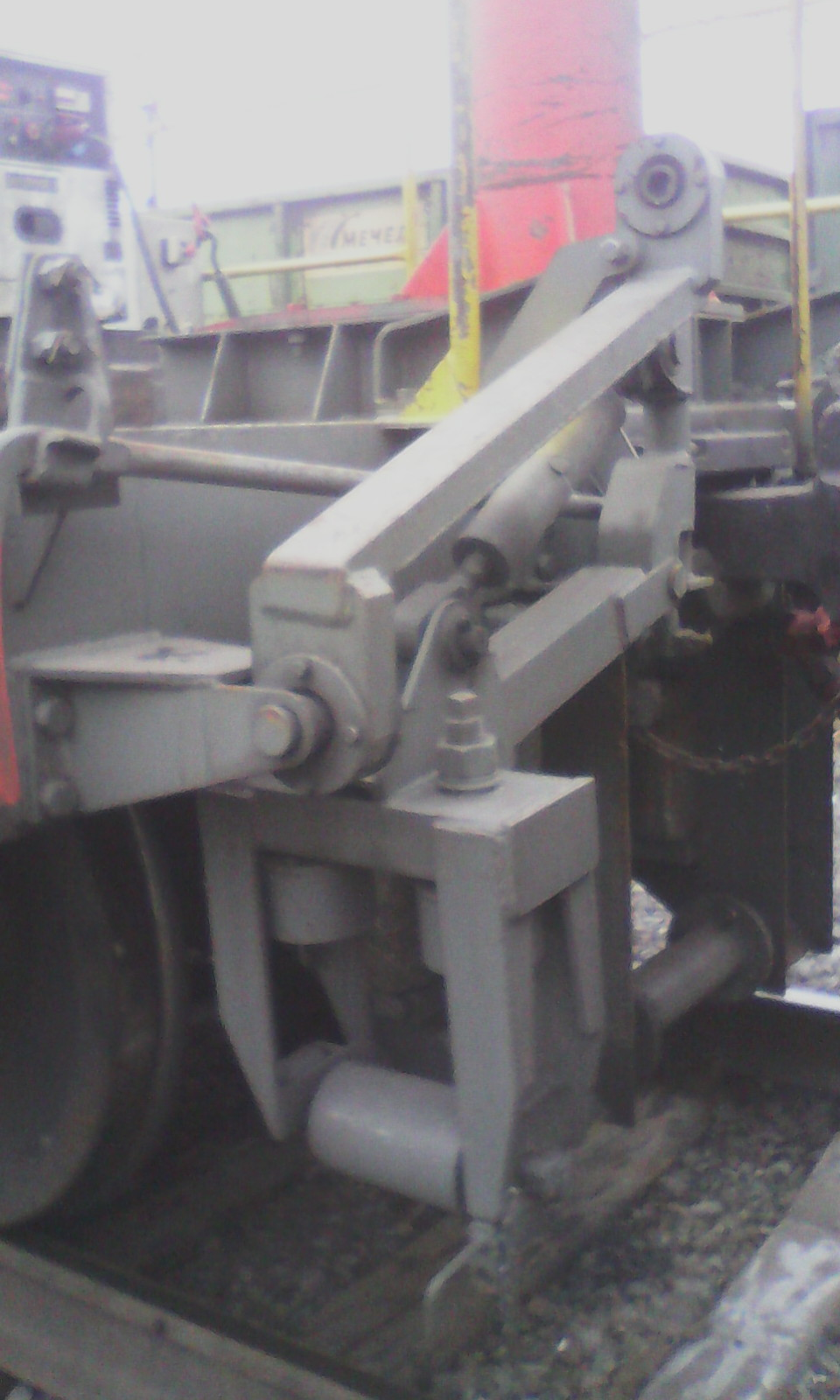
Устройство загрузки и выгрузки на пути плетей сзади 60-й платформы
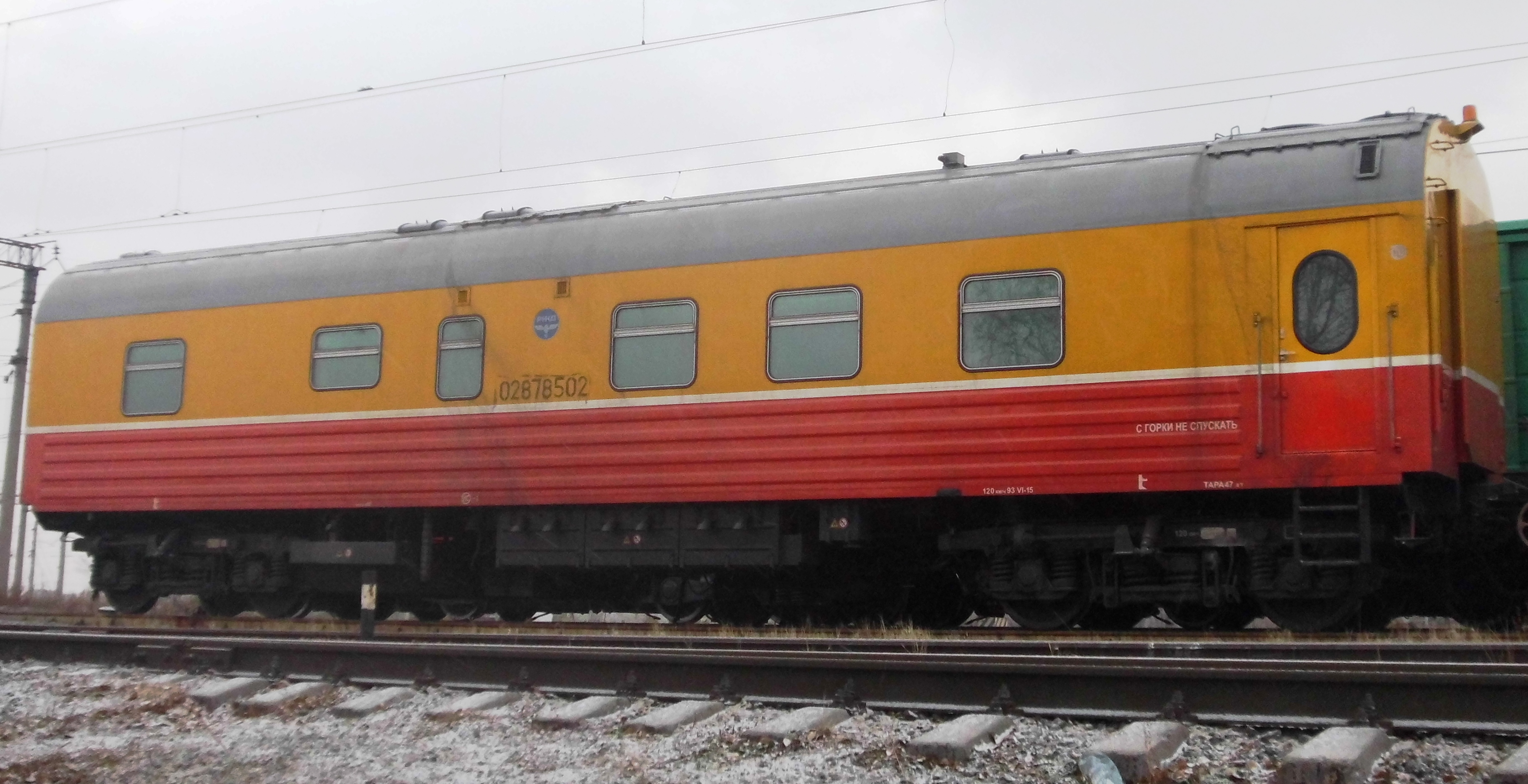
Вагон сопровождения модели 61-4484 (последний 62-й в хвосте состава)
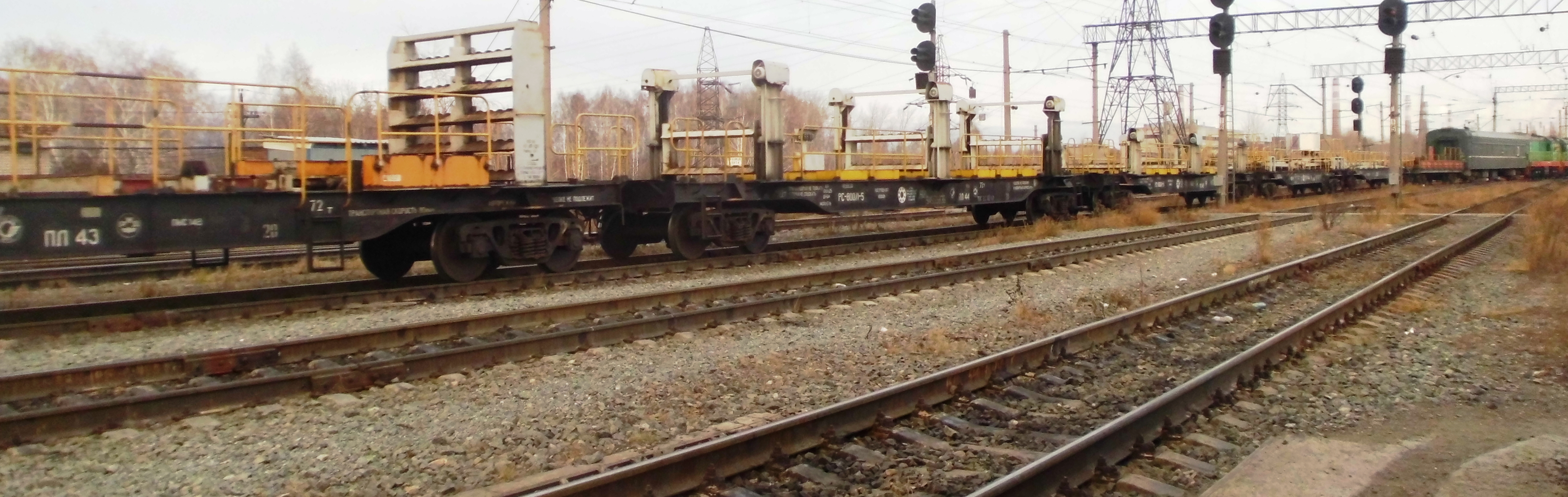
Хвостовая часть рельсовозного состава РС-800/1-5

## Технические характеристики
- скорость разгрузки — 5 км/ч
- тяговое усилие лебёдки при погрузке — 250 кН
- транспортная скорость — 70 км/ч.

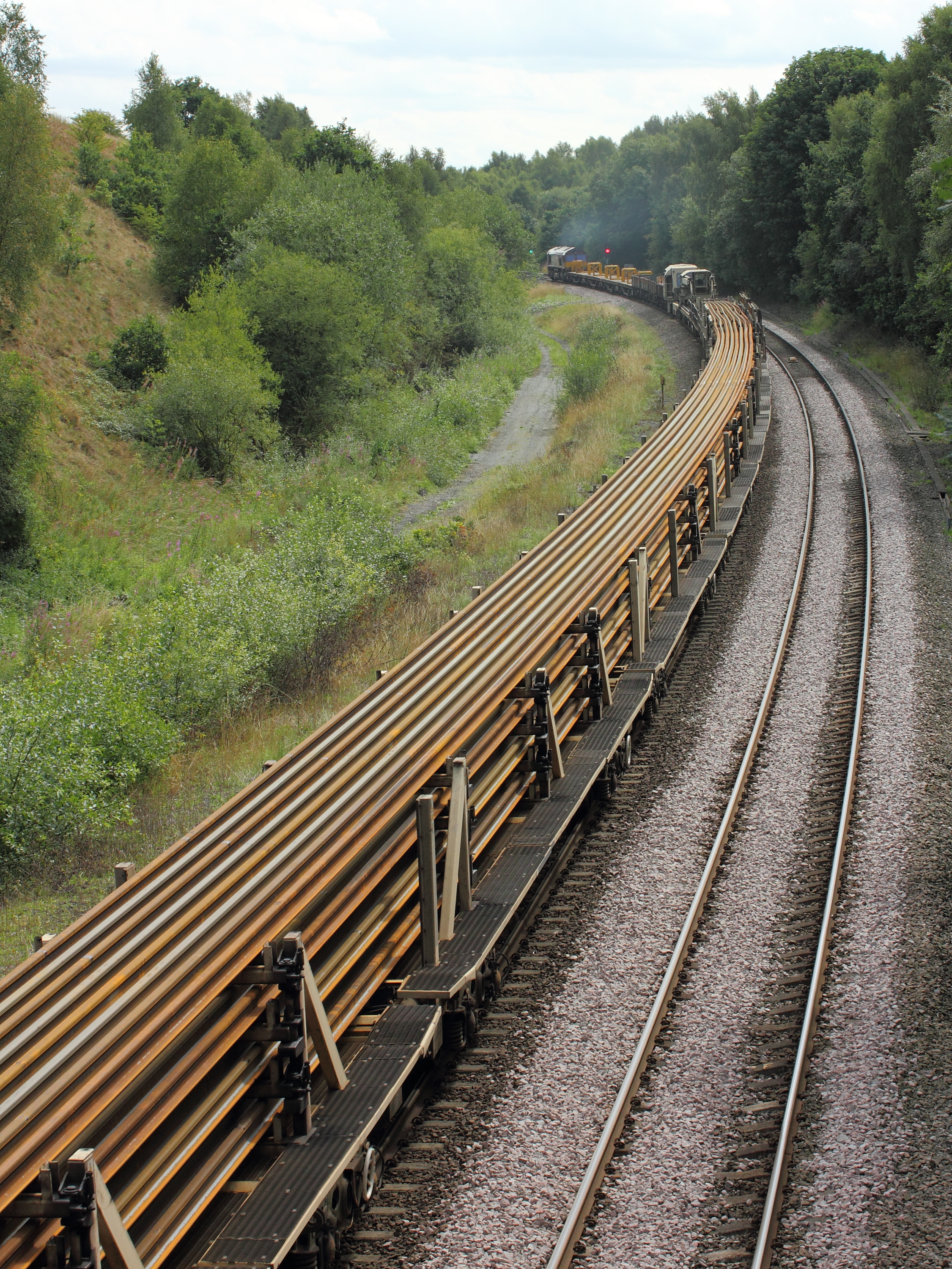
Рельсовозный состав позволяет провозить длинные рельсовые плети через повороты и стрелочные переводы
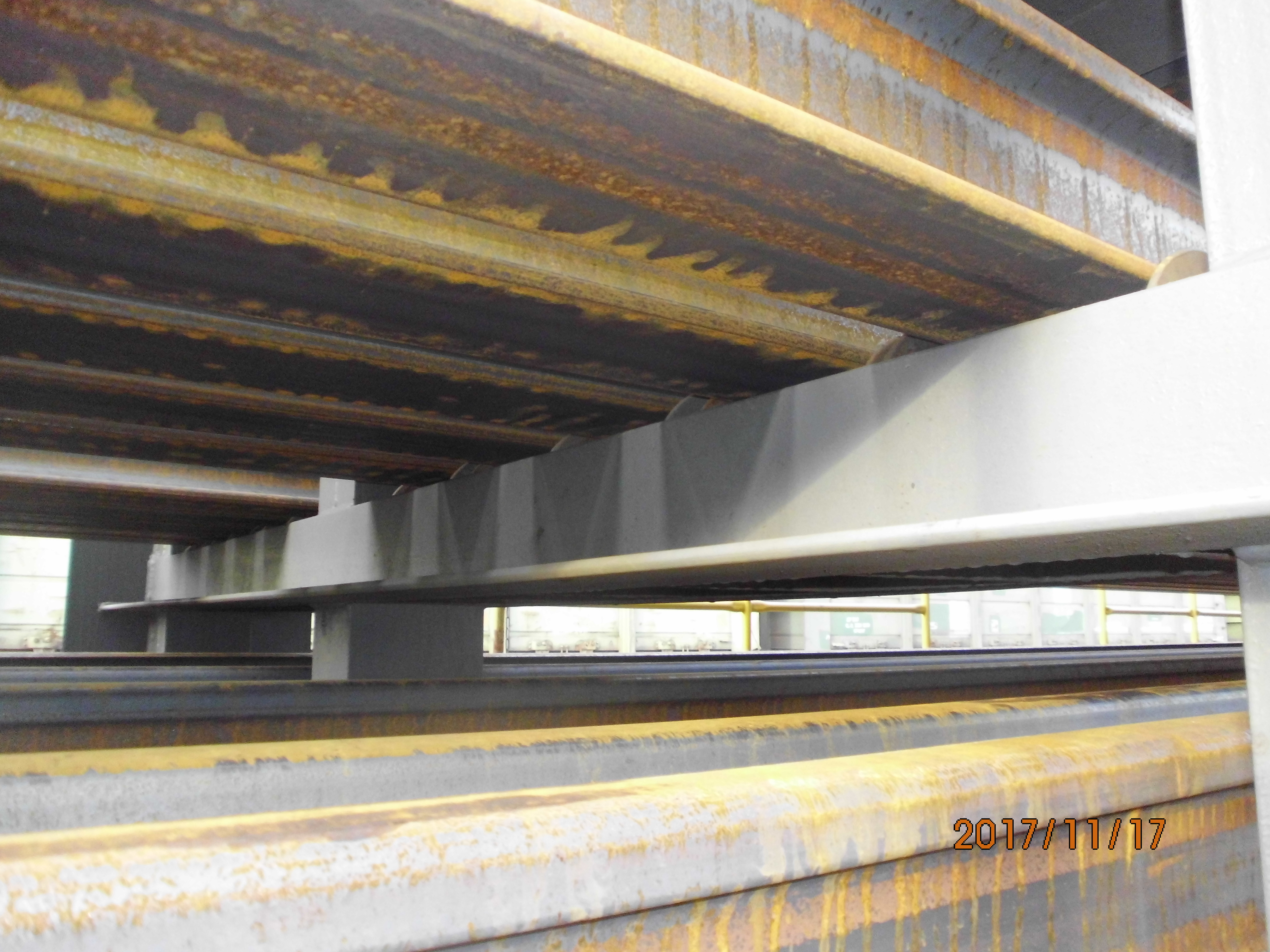
Рельсовые плети на стойках-направляющих специализированных платформ ПМ-820 рельсовозного состава РС-800/3
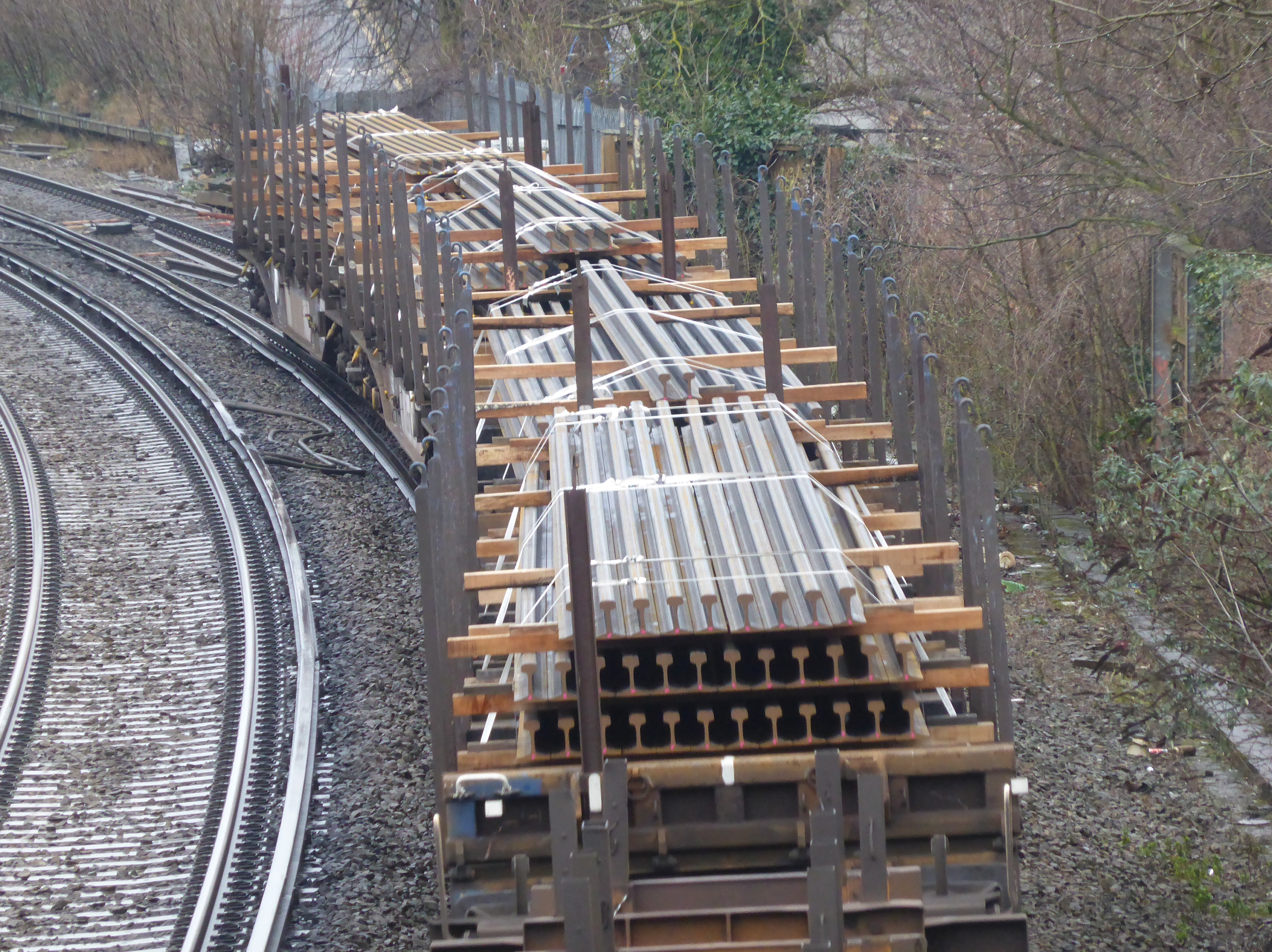
Перевозка рельсов обычной длины (не сварных) в Великобритании
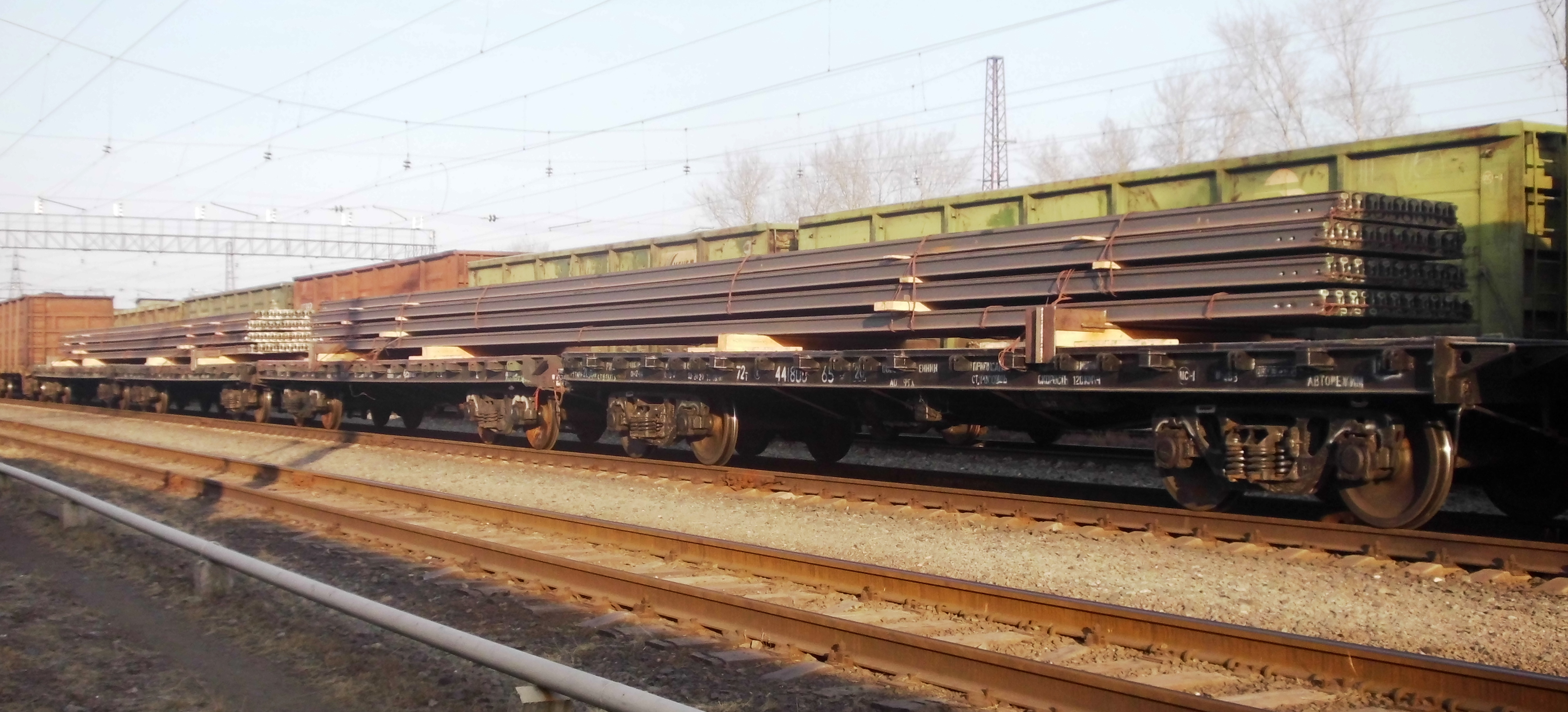
закреплённые на 2 платформах модели 13-4012 рельсы Р65 длиной 25 м
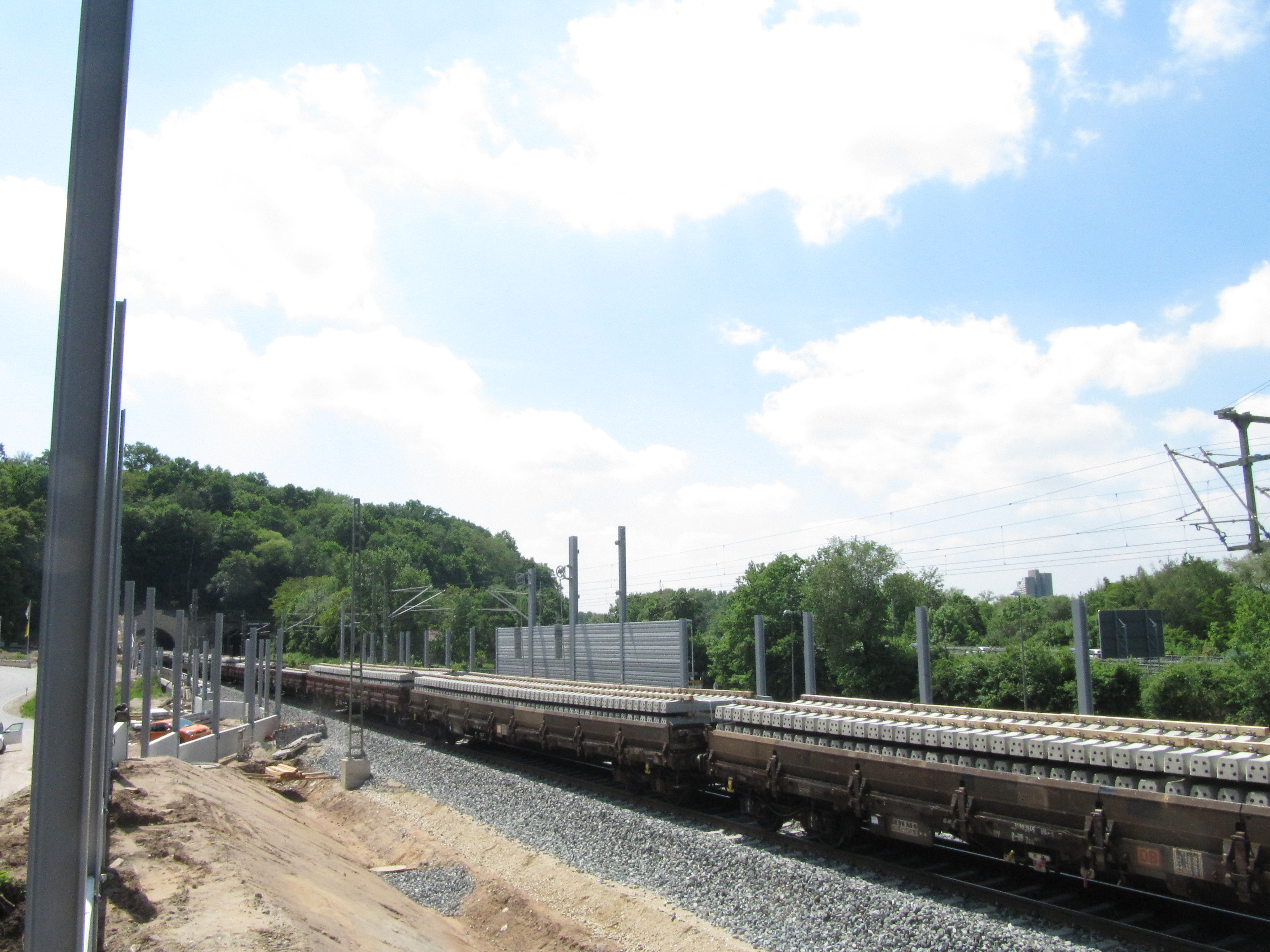
Перевозка рельсов обычной длины (не сварных) скреплённых со шпалами (рельсошпальной решётки)